# Ljubow Wiktorowna Burda
Ljubow Wiktorowna Burda (russisch Любовь Викторовна Бурда; * 11. April 1953 in Woronesch) ist eine ehemalige sowjetische Kunstturnerin. Sie war zweifache Olympiasiegerin.
Ljubow Burda gehörte im Alter von 15 Jahren der sowjetischen Riege bei den Olympischen Spielen 1968 in Mexiko-Stadt an und gewann zusammen mit Sinaida Woronina, Natalja Kutschinskaja, Larissa Petrik, Olga Karassjowa und Ljudmila Turischtschewa den Mannschaftswettbewerb, in der Einzelwertung platzierte sich Burda auf dem 25. Rang. Bei den Turn-Weltmeisterschaften 1970 gewann sie erneut Gold mit der sowjetischen Riege. Außer Tamara Lasakowitsch, die Natalia Kutschinskaja ersetzt hatte, waren die gleichen Turnerinnen Mitglied der Riege wie 1968. Im Pferdsprung siegte bei den Weltmeisterschaften 1970 Erika Zuchold vor Karin Janz, Ljubow Burda und Ljudmila Turischtschewa erhielten bei gleicher Punktzahl beide eine Bronzemedaille. Bei den Olympischen Spielen 1972 in München siegte in der Mannschaftswertung die sowjetische Riege mit Ljudmila Turischtschewa, Olga Korbut, Tamara Lasakowitsch, Ljubow Burda, Elwira Saadi und Antanina Koschal. In der Einzelwertung belegte Burda den fünften Platz. Mit dem vierten Platz im Pferdsprung und dem fünften Platz am Boden war sie auch in zwei Geräteentscheidungen vertreten.
2001 wurde Ljubow Burda, gemeinsam mit ihrem Mann Nikolai Andrianow in die International Gymnastics Hall of Fame aufgenommen.